# Valea Urieșului
Valea Urieșului – wieś w Rumunii, w okręgu Marusza, w gminie Valea Largă. W 2011 roku liczyła 270 mieszkańców.